# Маминов, Владимир Александрович
Влади́мир Алекса́ндрович Ма́минов (4 сентября 1974, Москва) — российский и узбекистанский футболист, полузащитник; тренер. Известен по выступлениям за московский «Локомотив» и сборную Узбекистана. Занимает второе место в истории чемпионатов России по количеству матчей, в которых выходил на замену (110).

## Карьера игрока

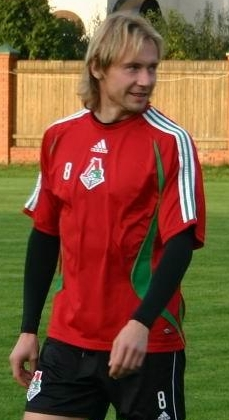
Владимир Маминов на тренировке «Локомотива» в 2006 году

### Клубная
Воспитанник футбольной школы московского «Локомотива», всю свою карьеру играл за одну команду. Провёл в команде 16 сезонов, завершив карьеру игрока на круглой цифре 400 официальных матчей, в которых забил 41 гол. Согласно списку, опубликованному IMScouting, Маминов попал в двадцатку футболистов Европы, которые дольше всех играли в одной команде. В «Локомотиве» играл под 8-м номером. 8-й номер был передан другому воспитаннику дубля «Локомотива» Денису Глушакову. В 2007 году стал обладателем приза «Стальной рельс», учреждённым объединением болельщиков United South. В декабре 2008 года объявил об окончании карьеры и переходе на тренерскую работу.

### В сборной
В 2001 году, вместе с одноклубниками Олегом Пашининым и Алексеем Поляковым, после приглашения Владимира Салькова принял узбекское гражданство и сыграл за сборную Узбекистана в отборочном турнире к чемпионату мира в Японии и Корее 2002 года. Всего за сборную Узбекистана в период с 2001 по 2005 год провёл 12 игр и забил 3 гола.

## Тренерская карьера
С 28 апреля 2009 года по 1 июня 2009 года возглавлял «Локомотив» в качестве исполняющего обязанности главного тренера. За 5 матчей под его руководством в 2009 году «Локомотив» набрал 10 очков. С 1 июня 2009 года работал в тренерском штабе «Локомотива» в качестве главного помощника Юрия Сёмина, а затем Юрия Красножана. В одном из матчей сезона 2010 заменял дисквалифицированного Сёмина. С 7 июня 2011 года вновь занял пост исполняющего обязанности главного тренера. Пробыл на этом посту до прихода Жозе Коусейру.
В январе 2014 года вошёл в тренерский штаб «Рубина», где числился главным тренером до получения Ринатом Билялетдиновым тренерской лицензии «Pro». В конце мая 2014 года покинул казанский клуб из-за расхождений во взглядах с Билялетдиновым на тренировочный процесс.
19 июня 2014 года возглавил клуб «Химки» с задачей в виде выхода в ФНЛ. Под руководством Маминова красно-чёрные заняли 4-е место во втором дивизионе, и тренер покинул команду в июне 2015 года.
В июле 2016 года принял московский «Солярис». 2 мая 2017 года покинул клуб.
29 августа 2017 года был назначен главным тренером клуба ФНЛ «Тюмень». Контракт был рассчитан до конца сезона, после завершения которого продлевать его стороны не стали.
14 января 2020 года был назначен главным тренером казахстанского «Актобе». Через месяц, 17 февраля покинул пост.
11 января 2021 года был назначен старшим тренером клуба «Олимп-Долгопрудный».
12 октября 2021 года был назначен исполняющим обязанности главного тренера «Кубани» после отставки Александра Точилина, до этого был старшим тренером. 16 октября покинул клуб.

## Достижения
Командные
Локомотив (Москва)
- Чемпион России (2): 2002, 2004

Серебряный призёр чемпионата России (4): 1995, 1999, 2000, 2001
Бронзовый призёр чемпионата России (4): 1994, 1998, 2005, 2006
- Обладатель Кубка России (5): 1996, 1997, 2000, 2001, 2007
- Обладатель Суперкубка России (2): 2003, 2005
- Обладатель Кубка чемпионов Содружества: 2005

Личные
- В списках 33 лучших футболистов чемпионата России (3): № 1 — 2004; № 2 — 2002, 2003
- Обладатель приза «Стальной рельс»: 2007

## Результат по сезонам
| Сезон | Команда            | Кол-во игр | Кол-во голов |
| ----- | ------------------ | ---------- | ------------ |
| 1993  | «Локомотив» Москва | 2          | 0            |
| 1994  | «Локомотив» Москва | 11         | 1            |
| 1995  | «Локомотив» Москва | 11         | 1            |
| 1996  | «Локомотив» Москва | 31         | 3            |
| 1997  | «Локомотив» Москва | 31         | 6            |
| 1998  | «Локомотив» Москва | 19         | 3            |
| 1999  | «Локомотив» Москва | 22         | 3            |
| 2000  | «Локомотив» Москва | 17         | 2            |
| 2001  | «Локомотив» Москва | 25         | 5            |
| 2002  | «Локомотив» Москва | 29         | 4            |
| 2003  | «Локомотив» Москва | 24         | 2            |
| 2004  | «Локомотив» Москва | 18         | 1            |
| 2005  | «Локомотив» Москва | 20         | 0            |
| 2006  | «Локомотив» Москва | 5          | 0            |
| 2007  | «Локомотив» Москва | 9          | 0            |
| 2008  | «Локомотив» Москва | 17         | 0            |

## Статистика в качестве главного тренера
| «Локомотив» (Москва) | 28 апреля 2009  | 31 мая 2009     | 5   | 3  | 1  | 1  | 60,00 |
| «Локомотив» (Москва) | 7 июня 2011     | 30 июня 2011    | 5   | 1  | 1  | 3  | 20,00 |
| «Рубин»              | 10 января 2014  | 30 мая 2014     | 13  | 4  | 3  | 6  | 30,77 |
| «Химки»              | 19 июня 2014    | 15 июня 2015    | 31  | 15 | 9  | 7  | 48,39 |
| «Солярис»            | 6 июля 2016     | 2 мая 2017      | 23  | 10 | 7  | 6  | 43,48 |
| «Тюмень»             | 27 августа 2017 | 18 мая 2018     | 28  | 8  | 8  | 12 | 28,57 |
| «Актобе»             | 14 января 2020  | 17 февраля 2020 |     |    |    |    |       |
| Всего                | Всего           | Всего           | 105 | 41 | 29 | 35 | 39,05 |

## Личная жизнь
Женат, дети — сын Владислав и дочь Мария.